# 图标号
在图论的数学学科中，图标号（英語：Graph labeling）是对图的边和/或顶点的编号（传统上用整数表示）进行赋值。
其正式定义为：给定图G = (V, E)，顶点标号（Vertex labeling）是V 中一个标号集的函数。这样定义出来的函数图被称为顶点标号图（Vertex-labeled graph）。同样地，边标号（Edge labeling）是E中一个标号集的函数，其对应函数图被称为边标号图（Edge-labeled graph）。
当边标号是有序集（例如实数）的成员时，它可被称为加权图（Weighted graph）。
在没有限定条件时，术语标号图通常是指所有标号都不同的顶点标号图。这样的图可以等价地用连续整数{1，…，|V|}来标记，其中|V|是图中顶点的数量。在许多应用中，边或顶点常常被赋予在关联域中有意义的标号。例如可以为边指定遍历事件顶点的表示“花费”的权重。
在以上定义中，图被看作是一个有限的无向简单图。然而，标号的概念可以应用于图的所有扩展和泛化领域。例如，在自动机理论和形式语言理论中，对带标号的多重图进行研究会更方便，其中标号指的是连队顶点对之间带标号的边。

## 历史
大多数图标号的起源可以追溯到亚历克斯·罗萨（Alex Rosa）在1967年的论文中提出的标号问题。他确定了三种类型的标号，分别称为α-、β-和ρ-标号。β-labelings后来被所罗门·格伦布更名为优美（Graceful），之后这个名称开始变得流行起来。

## 特殊案例

### 优美标号

优美标号实例之一，其中顶点标号为黑色的，边标号为红色的。

当一个图的顶点被从0到|V|（所有顶点）标号时，该图被认为是优美的，这些标号还使得边拥有了从1到|E|的边标号。对于任意边e, e的标号是其两个顶点之间的编号差的绝对值。换句话说，如果e与编号为i和j的顶点相关联，e将被标记为|i - j|。因此，当且仅当存在一个输入能使得边集E所映射的正数最大值不超过一个|E|时认为图G = (V, E)是优美的。
罗萨在他的原始论文中证明了所有大小等价于1或2（除以4取模）的欧拉图都不是优美的。图的某些族是否优美是图论研究的一个重要领域。可以说，图标号中最大的未经证实猜想是Ringel-Kotzig猜想，其假设了所有的树都是优美的。这个猜想目前已经在道路结构、毛虫树结构和一些其他无限树族中被证明。Kotzig自己也把努力证明这个猜想的过程称为“疾病”。

### 边优美标号
在简单图（没有自环或重边）中，针对p个顶点和q条边的边优美标号是指将边分别标号为{1, …, q} ，并取定顶点标号为与其直接连接的边数，因此所有顶点标号的取值范围为从0到p − 1。如果图G使用的标号为边优美标号，那么该图被称为边优美。
边优美标号是由S. Lo在1985年首次引入的。
在Lo的理论中，判断一个图是边优美的有以下必要条件：
{\displaystyle q(q+1)=p/(p-1)2\mod p.}

### 协调标号
图G的协调标号是指从G的顶点集输入到整数系数k（G的边数），通过将边（x，y）的边标号取为两个顶点x，y的标号之和（除以k取模），在G的边与整数系数k之间形成一个映射。协调图是指有协调标号的图。正如佩特森图所示，奇数周期是和谐的。据推测如果一个顶点标签允许被重复使用，那么所有树都是和谐的。七页的书图中，K1,7 × K2提供了一个图为不和谐的例子。

### 图着色
图着色是图标号的一个子类。顶点着色为对相邻顶点分配不同的标号;边着色为对相邻边分配不同的标号。

### 幸运标号
图G的幸运标号是将正整数赋值给G的顶点，如果用S（v）表示v邻域上的标号之和，那么S便是G的顶点着色。若G的最小幸运数字为k，那么其幸运标号为整数{1,…,k}的集合。